# Mario Kart 64
Mario Kart 64 — відеогра, розроблена компанією Nintendo Entertainment Analysis and Development та випущена Nintendo ексклюзивно для платформи Nintendo 64. Гра є другою основною частиною серії Mario Kart і є наступником Super Mario Kart для Super Nintendo Entertainment System. Вперше гра була випущена в Японії 14 грудня 1996 року, у Північній Америці 10 лютого 1997 року та у Великій Британії 24 червня 1997 року. Пізніше вона була випущена для Virtual Console для Wii, Wii U та на сервісі Nintendo Switch Online + Expansion Pack у 2007, 2016 та 2021 роках відповідно. 
Вона містить у собі 4 турніри, по чотири траси у кожному. Пройшовши змагання на максимальній складності, гравець відкривав для себе новий екстра-рівень, в якому можна було пройти ті ж самі траси, але в дзеркальному зображенні.
Крім стандартного змагання, присутні режими поодиноких перегонів і битви. Для битви відводиться 4 спеціальних арени. Метою цього режиму є знищення трьох повітряних кульок у кожного супротивника. Позбувшися всіх кульок, гравець перетворювався на бомбу, яка так само могла пересуватися по арені, і підривати гравців, які залишилися.
У Mario Kart 64 у режимі split-screen (розділений екран) могло грати до чотирьох осіб.

## Учасники
Гравець міг вибрати одного з восьми персонажів. На вибір пропонувалися:
- Маріо
- Луїджі
- Піч
- Тоад
- Йоші
- Донкі Конг
- Варіо
- Боузер

## Додаткові факти
На консолі Nintendo 64 ця гра була найпопулярнішою після знаменитої Super Mario 64.
Попри 3D формат трас, моделі машин та перегонників були двомірними.
У первинному варіанті, замість Данко Конга в грі був присутній персонаж Магікупа (Magikoopa).